# Friedburginsel
Die Friedburginsel ist eine teilweise unvereiste, in südwest-nordöstlicher Ausrichtung 1,66 km lange und 653 m breite Insel in der Gruppe der Vedel-Inseln im Wilhelm-Archipel vor der Graham-Küste des Grahamlands auf der Antarktischen Halbinsel. Sie liegt  3,2 km westnordwestlich der Krogmanninsel, 105 m nordöstlich von Pate Island und 50 m südöstlich von Kostenurka Island.
Der deutsche Polarforscher Eduard Dallmann entdeckte und benannte sie 1874. Namensgeber ist der Hamburger Kaufmann A. Friedburg, ein Geldgeber der Forschungsreise. Die bulgarische Kommission für Antarktische Geographische Namen benannte sie 2020 dagegen deskriptiv als Klyuch Island (englisch; bulgarisch остров Ключ ostrow Kljutsch, deutsch ‚Schlüsselinsel‘), da sie in ihrer Form entfernt an einen Schlüssel erinnert.